# Chlum (Hluboká)
Chlum je malá vesnice a část obce Hluboká v okrese Chrudim. Nachází se asi 2,5 kilometru na severovýchod od Hluboké. Chlum leží v katastrálním území Střítež u Skutče o výměře 3,65 km².

## Historie
První písemná zmínka o vesnici pochází z roku 1392.